# Bob Braithwaite
John Robert Braithwaite, detto Bob (28 settembre 1923 – 26 febbraio 2015), è stato un tiratore a volo britannico.
Ha vinto la medaglia d'oro olimpica nel tiro a volo alle Olimpiadi 1968 tenutesi a Città del Messico, nella categoria fossa olimpica.
Ha partecipato anche alle Olimpiadi 1964.